# 倒卵叶猕猴桃
倒卵叶猕猴桃（学名：Actinidia obovata）为猕猴桃科猕猴桃属的植物，是中国的特有植物。分布于中国大陆的贵州等地，目前尚未由人工引种栽培。